# 北海道立教育研究所
北海道立教育研究所（ほっかいどうりつきょういくけんきゅうしょ、英称：The Hokkaido Education Research Institute）は、北海道が設置する教育に関する研究及び教育関係職員の研修を行う機関である。

## 沿革
- 1949年（昭和24年）5月 旧北海道立図書館の一室に設立
- 1957年（昭和32年）4月 地方教育行政の組織及び運営に関する法律第30条の規定と北海道の条例に基づき北海道教育研究所を設置
- 1963年（昭和38年）4月 北海道立理科教育センターを設置
- 1969年（昭和44年）10月 条例改正で現在の名称に改称[1]
- 1981年（昭和56年）4月 附属情報処理教育センターを設置
- 2009年（平成21年）4月 北海道立理科教育センターを廃止・統合して附属理科教育センターを設置

## 所在地
- 北海道立教育研究所 - 北海道江別市文京台東町42番地

## 事業
事業内容は下記の通りである。
1. 教育に関する専門的、技術的事項の調査研究を行うこと
2. 教育政策の立案上参考となる資料の作成を行うこと
3. 教育関係職員の研修を行うこと
4. 教育関係職員の教育に関する研究の相談に応じ、又は資料の提供等を行うこと
5. 北海道民の教育に関する相談に応ずること
6. 教育に関する資料の収集及び保存を行うこと
7. その他教育の振興を図るために必要な事業の実施

## 組織
組織は下記の通りである。また、運営についての審議を行うため運営協議会も設置される。
- 北海道立教育研究所
  - 総務部
    - 管理課
    - 事業課

  - 企画・研修部
  - 研究・相談部
- 附属情報処理教育センター
- 附属理科教育センター